# دهستان ناتل‌کنار سفلی
ناتل‌کنار سفلی، دهستانی است به مرکزیت شهرک رستمرود از توابع بخش مرکزی شهرستان نور در استان مازندران ایران که در سال ۱۳۹۲ به شهر نور ملحق شد.

## جمعیت
براساس سرشماری سال ۱۳۹۵ جمعیت آن ۳۲۱۷ نفر (۹۴۷ خانوار) بوده‌است.